# David Kozma
David Kozma (ur. 13 sierpnia 1992 w Karwinie) – czeski zawodnik mieszanych sztuk walki (MMA). Aktualnie związany kontraktem z organizacją Oktagon MMA, w której w latach 2018-2022 był mistrzem wagi półśredniej.

## Życiorys
Urodził się 13 sierpnia 1992 w Karwinie. Trenował judo od siódmego do siedemnastego roku życia. Po dostosowaniu zasad w judo przeszedł na MMA, które bardziej mu odpowiadało.
Pomimo że jest zawodnikiem MMA, dorabia jako ochroniarz. Twierdzi, że nigdy nie walczył na ulicach, a walki traktuje jako zawodową rywalizację.
Od dziecka nosił swój pseudonim Pink Panther. Lubił nosić róż i był – jak to określił – „facetem od szamponu”.

## Kariera MMA

### Wczesna kariera
Profesjonalną karierę w MMA rozpoczął w 2010 roku, przegrywając swoją pierwszą, oficjalną walkę. Obecnie trenuje w klubie PriMMAt Gym pod okiem głównego trenera Marka Lončáka. Walczył dla takich organizacjach jak m.in. GCF, Arena, Den Bojovníků, Heroes Gate czy XFN.

### Oktagon MMA i RCC
Pomimo słabszych początków i niezbyt olśniewającego rekordu udało mu się wspiąć na szczyt czeskiego MMA i w październiku 2018 zdobyć pas mistrzowski Oktagon MMA, największej czesko-słowackiej organizacji MMA.
W latach 2018–2019 po serii 7 zwycięstw z rzędu przegrał w rosyjskiej federacji Russian Cagefighting Championship, gdzie toczył drugą walkę dla tej organizacji (w pierwszej zwyciężył).

### Powrót do Oktagon MMA
Następnie powrócił do Oktagon MMA. Pierwotnie w pierwszej walce w powrocie miał zawalczyć 14 marca 2020 podczas gali Oktagon 16 przeciwko Węgrowi, Máté Kertészowi, jednak wydarzenie to odwołano z powodu pandemii koronawirusa. Do pojedynku zawodników doszło w nowym terminie – 17 października tego samego roku podczas gali Oktagon 17. Kozma pokonał rywala jednogłośna decyzją sędziowską i obronił po raz drugi pas mistrza.
W trzech kolejnych walkach udanie triumfował i bronił pas, wygrywając kolejno z Leandro Silvą, Bojanem Veličkoviciem i Petre Knížem.
Tytuł mistrzowski stracił 15 października 2022 na gali Oktagon 37, ulegając przez techniczny nokaut w trzeciej rundzie Brazylijczykowi, Kaiko Brito.
4 marca 2023 Kozma jako jeden z 16 zawodników wziął udział w turnieju wagi półśredniej organizacji Oktagon MMA, w którym główną nagrodą dla zwycięzca w finale jest stawka wynosząca 300 tysięcy euro. W walce wieczoru Oktagon 40: Tipsport Gamechanger zmierzył się z Polakiem, Łukaszem Siwcem. Po wyrównanym starciu zwyciężył niejednogłośną decyzją sędziów, przez co awansował do ćwierćfinału. Ponad dwa miesiące później, w ćwierćfinale turnieju Tipsport Gamechanger na Oktagon 43 w Pradze pokonał jednogłośną decyzją sędziów Francuza, Alexa Lohoré. W półfinale, który miał miejsce 16 września 2023 na Oktagon 46 uległ Bojanowi Veličkoviciowi, przegrywając przez techniczny nokaut w pierwszej rundzie, tym samym odpadając z turnieju.
W powrocie do czesko-słowackiego Oktagonu powrócił 8 czerwca 2024 na gali z numerkiem 58 w Pradze. Jego rywalem został trenujący w poznańskim klubie Ankos MMA, Mołdawianin Ion Surdu. Przegrał przez nokaut w pierwszej rundzie.
22 lutego 2025 na gali Oktagon 67 w Trzyńcu zmierzył się z Robertem Pukačem. Ponownie przegrał przez nokaut w pierwszej rundzie.

## Osiągnięcia

### Mieszane sztuki walki
- Gladiator Championship Fighting
  - 2011-2014: Mistrz Gladiator Championship Fighting w wadze lekkiej
- Oktagon MMA
  - 2018-2022: Mistrz Oktagon MMA w wadze półśredniej
  - 2023: Półfinalista turnieju Oktagon Tipsport Gamechanger w wadze półśredniej.

## Lista zawodowych walk w MMA
| Wynik     | Bilans | Przeciwnik (bilans przed walką) | Rozstrzygnięcie                             | Runda | Czas | Rozgrywki                                        | Data       | Miejsce              | Uwagi                                                                                    |
| --------- | ------ | ------------------------------- | ------------------------------------------- | ----- | ---- | ------------------------------------------------ | ---------- | -------------------- | ---------------------------------------------------------------------------------------- |
| Przegrana | 32-15  | Robert Pukač (18-13-1)          | TKO (ciosy pięściami)                       | 1     | 2:15 | Oktagon 67: Creasey vs. Adamia                   | 22.02.2025 | Trzyniec             |                                                                                          |
| Przegrana | 32-14  | Ion Surdu (14-6)                | KO (prawy cross)                            | 1     | 2:27 | Oktagon 58: Vémola vs. Végh 2                    | 08.06.2024 | Praga                | Co-Main Event.                                                                           |
| Przegrana | 32-13  | Bojan Veličković (23-12-2)      | TKO (ciosy pięściami w parterze)            | 1     | 3:43 | Oktagon 46: Dalisda vs. Austin                   | 16.09.2023 | Frankfurt nad Menem  | Półfinał turnieju Oktagon Tipsport Gamechanger w kategorii półśredniej.                  |
| Wygrana   | 32-12  | Alex Lohoré (23-8)              | Decyzja (jednogłośna)                       | 3     | 5:00 | Oktagon 43: Kincl vs. Vémola 2                   | 20.05.2023 | Praga                | Ćwierćfinał turnieju Oktagon Tipsport Gamechanger w kategorii półśredniej. Co-Main Event |
| Wygrana   | 31-12  | Łukasz Siwiec (8-1)             | Decyzja (niejednogłośna)                    | 3     | 5:00 | Oktagon 40: Tipsport Gamechanger                 | 04.03.2023 | Ostrawa              | Walka turnieju Oktagon Tipsport Gamechanger w kategorii półśredniej. Main Event          |
| Przegrana | 30-12  | Kaik Brito (15-4)               | TKO (ciosy pięściami)                       | 3     | 4:12 | Oktagon 37: Kozma vs. Brito                      | 03.12.2022 | Ostrawa              | Stracił pas mistrzowski Oktagon MMA w wadze półśredniej. Main Event                      |
| Wygrana   | 30-11  | Petr Kníže (13-1)               | Decyzja (jednogłośna)                       | 5     | 5:00 | Oktagon 32: Kozma vs. Kníže                      | 09.04.2022 | Ostrawa              | Obronił pas mistrzowski Oktagon MMA w wadze półśredniej. Main Event                      |
| Wygrana   | 29-11  | Bojan Veličković (20-10-2)      | TKO (ciosy pięściami)                       | 4     | 3:16 | Oktagon 29: Kozma vs. Veličković                 | 04.12.2021 | Brno                 | Obronił pas mistrzowski Oktagon MMA w wadze półśredniej. Main Event                      |
| Wygrana   | 28-11  | Leandro Silva (25-8-1)          | Decyzja (jednogłośna)                       | 5     | 5:00 | Oktagon 24: Kozma vs. Silva                      | 29.05.2021 | Brno                 | Obronił pas mistrzowski Oktagon MMA w wadze półśredniej. Main Event                      |
| Wygrana   | 27-11  | Máté Kertész (8-3)              | Decyzja (jednogłośna)                       | 5     | 5:00 | Oktagon 17: Kozma vs. Kertész                    | 17.10.2020 | Brno                 | Obronił pas mistrzowski Oktagon MMA w wadze półśredniej. Main Event                      |
| Przegrana | 26-11  | Roman Mukhamedshin (7-2)        | Poddanie (duszenie zza pleców)              | 3     | 2:09 | RCC 7                                            | 14.12.2019 | Jekaterynburg        |                                                                                          |
| Wygrana   | 26-10  | Alexey Shurkevich (7-2)         | Decyzja (jednogłośna)                       | 5     | 5:00 | RCC 6                                            | 04.05.2019 | Czelabińsk           |                                                                                          |
| Wygrana   | 25-10  | Samuel Krištofič (10-2)         | Decyzja (jednogłośna)                       | 5     | 5:00 | Oktagon 11: Kozma vs. Krištofič                  | 16.03.2019 | Ostrawa              | Obronił pas mistrzowski Oktagon MMA w wadze półśredniej. Main Event                      |
| Wygrana   | 24-10  | Gábor Boráros (16-5-1)          | TKO (kontuzja kolana)                       | 2     | 0:22 | Oktagon 10: Deák vs. Galloway                    | 17.10.2018 | Praga                | Zdobył pas mistrzowski Oktagon MMA w wadze półśredniej. Co-Main Event                    |
| Wygrana   | 23-10  | Máté Kertész (6-1)              | Decyzja (jednogłośna)                       | 3     | 5:00 | Oktagon 9: Krištofič vs. Siwy                    | 15.09.2018 | Bratysława           | Co-Main Event                                                                            |
| Wygrana   | 22-10  | Michał Wiencek (9-5)            | TKO (kolana)                                | 1     | 4:50 | Oktagon 7: Martínek vs. Dittrich                 | 28.07.2018 | Praga                |                                                                                          |
| Wygrana   | 21-10  | Alexey Valivakhin (13-11)       | TKO (ciosy pięściami)                       | 1     | 2:17 | Oktagon 6: The Rematch                           | 26.05.2018 | Koszyce              |                                                                                          |
| Wygrana   | 20-10  | Rafał Lewoń (14-7)              | TKO (ciosy pięściami)                       | 1     | 4:50 | Oktagon 5: Kuzník vs. Klein                      | 17.03.2018 | Ostrawa              | Debiut w Oktagon MMA                                                                     |
| Przegrana | 19-10  | Petr Kníže (8-1)                | Decyzja (jednogłośna)                       | 3     | 5:00 | XFN 6: Ondruš vs. Vémola                         | 07.12.2017 | Praga                |                                                                                          |
| Wygrana   | 19-9   | Adam Horváth                    | TKO (ciosy pięściami)                       | 3     | ?    | Fusion FN 16 - Cage Fight                        | 29.09.2016 | Brno                 |                                                                                          |
| Wygrana   | 18-9   | Zoran Đođ                       | TKO (ciosy pięściami)                       | 3     | 3:07 | East Pro Fight 9                                 | 28.04.2017 | Koszyce              |                                                                                          |
| Wygrana   | 17-9   | Lovro Vrkič                     | Poddanie (kimura)                           | 1     | 4:55 | Heroes Gate 18                                   | 24.02.2017 | Praga                |                                                                                          |
| Wygrana   | 16-9   | Johannes Michalik               | Poddanie (duszenie zza pleców)              | 1     | 4:39 | XFN 2: X Fight Nights 2                          | 18.12.2016 | Praga                |                                                                                          |
| Wygrana   | 15-9   | Michal Vostry                   | Poddanie (Calf Slicer)                      | 2     | 3:40 | Heroes Gate 17                                   | 27.10.2016 | Praga                |                                                                                          |
| Wygrana   | 14-9   | Emin Sefa                       | Decyzja (jednogłośna)                       | 3     | 5:00 | EFN - Fight Nights Global 49                     | 04.06.2016 | Bańska Bystrzyca     |                                                                                          |
| Wygrana   | 13-9   | Marek Bartl                     | Poddanie (dźwignia prosta na staw łokciowy) | 2     | 4:09 | GCF 32 - WMMAA Finals                            | 28.11.2015 | Praga                |                                                                                          |
| Przegrana | 12-9   | Saulius Bucius                  | Poddanie (duszenie trójkątne)               | 1     | 3:56 | GCF 31 - Cage Fight 6                            | 22.05.2015 | Brno                 |                                                                                          |
| Przegrana | 12-8   | Jaroslav Poborský               | Decyzja (niejednogłośna)                    | 3     | 5:00 | Gladiator Championship Fighting 30               | 22.05.2015 | Praga                |                                                                                          |
| Przegrana | 12-7   | Miroslav Štrbák                 | Poddanie (ciosy pięści                      | 3     | ?    | GCF 27 - Road to the Cage                        | 21.03.2014 | Praga                | Stracił pas mistrzowski GCF w wadze lekkiej.                                             |
| Przegrana | 12-6   | Shimon Gosh                     | TKO (ciosy pięściami)                       | 1     | 2:49 | Heroes Gate 11                                   | 22.11.2013 | Praga                |                                                                                          |
| Wygrana   | 12-5   | Jaroslav Pokorný                | Poddanie (dźwignia prosta na staw łokciowy) | 3     | ?    | GCF 25 - Over the Top                            | 06.10.2013 | Pardubice            | Obronił pas mistrzowski GCF w wadze lekkiej.                                             |
| Wygrana   | 11-5   | Roman Vanicky                   | Decyzja (jednogłośna)                       | ?     | ?    | CMTA - Pardal Gladidators Night Cage 2           | 01.06.2013 | Czeskie Budziejowice |                                                                                          |
| Wygrana   | 10-5   | Václav Přibyl                   | Decyzja (jednogłośna)                       | 5     | 5:00 | GCF 21 - Big Cage 3                              | 26.04.2013 | Ostrawa              | Obronił pas mistrzowski GCF w wadze lekkiej.                                             |
| Przegrana | 9-5    | Josef Král                      | Poddanie (duszenie gilotynowe)              | 1     | 1:40 | GCF 18 - Destiny                                 | 02.12.2012 | Praga                |                                                                                          |
| Przegrana | 9-4    | Mamour Fall                     | Decyzja (jednogłośna)                       | 3     | 5:00 | Heroes Gate 8                                    | 12.10.2012 | Praga                |                                                                                          |
| Wygrana   | 9-3    | Jaroslav Poborský               | Poddanie (dźwignia prosta na staw łokciowy) | 3     | 3:36 | GCF 13 - Pain and Glory                          | 20.05.2012 | Praga                |                                                                                          |
| Wygrana   | 8-3    | Petr Zelina                     | Poddanie (duszenie zza pleców)              | 1     | 0:29 | Den Bojovnikov 5 - New Challenge                 | 01.04.2012 | Hulczyn              |                                                                                          |
| Przegrana | 7-3    | Marat Gafurow                   | Poddanie (duszenie zza pleców)              | 2     | 2:10 | M-1 Challenge 31 - Monson vs. Oleinik            | 16.03.2012 | Petersburg           |                                                                                          |
| Wygrana   | 7-2    | Marek Mucka                     | Poddanie (dźwignia prosta na staw łokciowy) | 1     | 0:41 | Arena 25 - Attack Eagle                          | 30.12.2011 | Trzyniec             |                                                                                          |
| Wygrana   | 6-2    | Norbert Pozarek                 | Poddanie (duszenie trójkątne)               | 1     | ?    | GCF 7 - Redemption                               | 03.12.2011 | Praga                | Zdobył pas mistrzowski GCF w wadze lekkiej. Main Event                                   |
| Wygrana   | 5-2    | Václav Přibyl                   | Poddanie (dźwignia prosta na staw łokciowy) | 3     | 1:47 | GCF 4 - New Talents                              | 17.06.2011 | Říčany               |                                                                                          |
| Wygrana   | 4-2    | Michal Boldy                    | TKO (ciosy pięściami)                       | 1     | 1:17 | Arena 22 - Hutnicky Den                          | 30.04.2011 | Trzyniec             |                                                                                          |
| Wygrana   | 3-2    | Martin Kufel                    | Poddanie (dźwignia prosta na staw łokciowy) | 1     | 4:48 | Hamr Gym - Hamr Night 2011                       | 23.04.2011 | Ostrawa              |                                                                                          |
| Wygrana   | 2-2    | Viktor Polasek                  | Poddanie (duszenie zza pleców)              | 1     | 0:39 | DB 1 - Den Bojovníků                             | 12.03.2011 | Darkovice            |                                                                                          |
| Przegrana | 1-2    | Adam Golonkiewicz (1-2)         | Poddanie (ciosy)                            | 2     | 3:52 | MMA Challengers 6                                | 13.02.2011 | Katowice             |                                                                                          |
| Wygrana   | 1-1    | Tomas Kudry (0-0)               | Poddanie (dźwignia prosta na staw łokciowy) | 1     | 0:41 | Arena 20: Power Legion                           | 30.12.2010 | Ostrawa              |                                                                                          |
| Przegrana | 0-1    | Richard Andrs (0-0)             | Poddanie (duszenie zza pleców)              | 2     | 1:56 | Gladiator Championship Fighting 1: Judgement Day | 05.12.2010 | Praga                | Debiut w MMA                                                                             |